# Valeriana saxicola
Valeriana saxicola är en kaprifolväxtart som beskrevs av Carl Anton von Meyer. Valeriana saxicola ingår i släktet vänderötter, och familjen kaprifolväxter. Inga underarter finns listade i Catalogue of Life.